# 巴斯塔克
巴斯塔克是伊朗的城市，位於該國南部，由霍爾木茲甘省負責管轄，毗鄰倫格港，始建於薩非王朝時期，海拔高度約612米，2016年人口9,959。

## 外部連結
- Kookherd Website